# Law of evidence (England und Wales)
Im Recht von England und Wales bezeichnet law of evidence ein Rechtsgebiet, das sich mit der Zulässigkeit und Verwertbarkeit von Beweisen sowohl für Straf- als auch für Zivilverfahren beschäftigt. Es umfasst etwa die zulässigen Beweismittel, die Beweislast und besonders die Einzelheiten des Zeugenbeweises und des Sachverständigenbeweises. Es besteht in common law-Tradition noch immer in vielen Teilen aus Richterrecht, wurde jedoch durch das Police and Criminal Evidence Act 1984, Civil Evidence Act 1995, das Youth Justice and Criminal Evidence Act 1999 und das Criminal Justice Act 2003 in vielen Teilen durch statute law reformiert.